# Señales (serie de televisión)
Señales del fin del mundo (también conocida como simplemente Señales) fue una telenovela infanto-juvenil argentina protagonizada por Micaela Riera y Santiago Ramundo, producida por Yair Dori.Su primera emisión fue el 11 de diciembre de 2013 por Canal 7.
Señales no logró destacar en audiencia en Argentina, debido a la preferencia del público por otras producciones argentinas del momento (destacan Violetta y Aliados).
No obstante, cuando la producción fue estrenada a nivel internacional logró destacar en términos de audiencia y cosechar una gran aceptación del público en el exterior, debido al reconocimiento de Micaela Riera y la buena aceptación del público cosechada entre 2009 y 2012 en España, Italia e Israel gracias al éxito de Consentidos. Riera y el elenco de la tira viajaron a distintos puntos de la región europea (destaca Italia, emisión principal a través de Disney Channel) para promocionar exclusivamente la telenovela, además de ofrecer conciertos, conferencias, ruedas de prensa y encuentros con fanáticos, acompañando de una variada línea de mercadotecnia que incluyó diversos productos.

## Argumento
La serie  cuenta los amores, sueños, ambiciones y rivalidades de Catalina y un grupo de jóvenes que asisten a una escuela de artes en Laguna Deseada. La vida del pueblo es transformada por la sorpresa de llegada de dos chicos idénticos, Adrián y Leo, seres clonados venidos de otra dimensión altamente tecnificada pero vacía de emociones humanas. Con el apoyo de su familia y sus amigos, Catalina ayuda a los clones a ocultar sus identidades y los guía en su despertar emocional cuando descubren el amor,se hacen amigos y son atrapados en la pasión por la música y el baile. Pero después se darán cuenta de su misión esencial: impedir que los gemelos sean detectados por una poderosa organización que quiere apoderarse de su secreto para invadir el planeta.

## Personajes

### Personajes principales
- Catalina "Cata" Pertichelli, interpretada por Micaela Riera, es la protagonista. Tiene una relación amable con su padre, Nicolás, y extraña a su madre (alejandra), que murió hace unos años. A pesar de ser la chica nueva en el pueblo, pronto se hace amigas, y sin proponérselo se convierte en la líder de una de las bandas de la escuela. Tiene una voz muy linda y sueña con triunfar en el mundo del espectáculo. Su dulzura enamora a Damián desde el primer día, pero, para cumplir su sueño y vivir el amor, tendrá que sortear todas las trampas que Eme (marizza), la novia de Damián, pondrá en su camino. Además tiene una misión que cumplir: ayudar a los clones a adaptarse a nuestro mundo y protegerlos de las fuerzas que los persiguen.

- Damián "Dami" Cáceres interpretado por Santiago Ramundo, es el chico más popular del pueblo. Talentoso en la música y los deportes, vive solo con su padre, Rodolfo, porque su madre está internada en una clínica psiquiátrica. Se enamora de Cata a primera vista, pero está de novio con Eme, que quiere retenerlo a toda costa. Pese a todos los obstáculos, no va a detenerse hasta que logre conquistar el corazón de Cata.

- Eme Piñeiro, interpretada por Macarena Paz, es la antagonista de Cata. Malcriada, egoísta, caprichosa y manipuladora, es hija de Mauricio y Maite, que le prestan poca atención, y hermana de Axel, con quien se lleva bastante mal. Está de novia con Damián desde la infancia. Acostumbrada a ser la favorita de la directora de la escuela y la estrella de los musicales, no va a permitir que Cata la desplace. Asistida por sus aduladores Vicky y Luciano, hará lo imposible para proteger su posición e impedir que Damián y Cata estén juntos.

- Leo Pertichelli, interpretado por Juan Areco, es uno de los clones. Llega con Adrián a esta dimensión desde una civilización oscura y altamente tecnificada donde no existen las emociones, la familia, los amigos y la música. Los gemelos deben adaptarse a la vida humana y aprender a controlar sus poderes mentales, que más de una vez amenazan su cobertura como primos de Catalina. Es un estudioso de nuestro mundo y sus costumbres, y graba todo en su extraordinaria memoria. Tímido, conciliador, y precavido, confía ciegamente en Cata y generalmente la obedece. Se enamora de Sofía.

- Adrián Pertichelli, interpretado por José Areco, es uno de los clones. Individualista, valiente y rebelde, hace lo que quiere, desoyendo los consejos de Cata y Nicolás, y termina metiéndose en problemas. Le gustan mucho las chicas, pero no se enamora de ninguna. Se hace amigo de Damián y compite con Axel por un lugar en la banda.

- Tamara Pérez, interpretada por Julieta Bartolomé, es amiga de Cata. Rebelde, bellísima y seductora, vive en una casa modesta con sus padres, Manuel y Carmen, y sus hermanos Camilo y Pipe. Le encanta bailar. Impulsiva y discutidora, suele apretar los dientes y cerrar los puños para contener su ira, aunque sabe arrepentirse y pedir perdón. Se siente atraída por Axel, pero se resiste a dejarse conquistar porque lo considera un "cheto" insoportable.

- Sofía, interpretada por Sofía Pachano, es amiga de Cata. Impredecible, soñadora, optimista, y amante de la astrología y el esoterismo, ve "señales" en todo. Se enamora de Leo, pero su exnovio, Santiago, tratará de separarlos.

- Julieta, interpretada por Florencia Cappiello, es amiga de Cata. Obsesiva, impaciente, miedosa y pesimista, le encanta dirigir, en la ficción y en la vida. Romántica empedernida, suspira por Lucas, aunque no sabe que el verdadero amor de su vida es Pablo.

- Victoria "Vicky" Campos, interpretada por Nicole Luis, es la pedante y caprichosa hija del intendente del pueblo. Idolatra y a la vez envidia a Eme, a quien secunda en todos sus atropellos. Sigue enamorada de Axel, su exnovio, y desprecia a Pablo por considerarlo inferior.

- Luciano, interpretado por Marco Gianoli, es el faldero de Eme y compite con Vicky para llamar su atención. Eléctrico, curioso, chismoso, temperamental desde lo verbal, pero temeroso desde lo físico, le encanta la comedia musical.

- Axel Piñeiro, interpretado por Benjamín Alfonso, es el hermano de Eme y el mejor amigo de Damián, que es el único a quien le permite criticarlo. Ególatra, cínico y muy competitivo, acompaña a Mauricio, su padre, en la búsqueda de la misteriosa esfera. Se enamora de Tamara, aunque vienen de ambientes muy diferentes, y vivirá con ella una historia llena de tensiones y contratiempos.

- Camilo Pérez, interpretado por Federico Coates, es el hermano de Tamara. Talentoso cantante y guitarrista, rebelde, charlatán y por momentos explosivo, es capaz de hacer cualquier cosa por sus amigos y su familia. Pelea continuamente con Axel y rivaliza con Damián por el amor de Catalina.

- Pablo, interpretado por Talo Silveyra, es un chico inteligente, serio, seco, táctico y estructurado. Las chicas le escapan porque lo consideran muy aburrido. Le encantan los cómics y dibuja increíblemente bien.

- Jorge "Coco", interpretado por Matías Mayer, es uno de los "chicos malos". Vive de fiesta y duerme muy poco. Colecciona fotos de sí mismo haciendo deportes. No entiende a las mujeres y por eso nunca tuvo una novia formal. Lidera una banda de rock, y su voz es increíble, aunque tardará en descubrirlo.

- Santiago, interpretado por Rodrigo Fernández, es un otro de los "chicos malos". Es el primo de Damián y utiliza cualquier excusa para no trabajar. Es el exnovio de Sofía.

- Ángel, interpretado por Bautista Lena.

- Franco, interpretado por Franco Masini, es uno de los mejores músicos del pueblo, pacífico y conciliador.

- Marcos, interpretado por Marcos Rauch.

- Charlie, interpretado por Juan Cruz Porta.

- Lucas, interpretado por Manu Señorans.

### Personajes secundarios
- Nicolás, interpretado por Federico D'Elía. Padre de "Cata".
- Alberto, interpretado por Juan Luppi

- Teresa, interpretada por Julia Calvo.

- Aldana, interpretada por Natalia Cociuffo.

- Pilar, interpretada por María Roji.

- Mauricio, interpretado por Pablo Novak.

- Maite, interpretada por Carolina Vespa.

- El intendente, interpretado por Ernesto Claudio.

- Juan, interpretado por Daniel Campomenosi.

- Rodolfo, interpretado por Roberto Antier.

- Carmen, interpretada por Irene Almus.

- Belén, interpretada por Vera Carnevale.

- Javier, interpretado por Pablo Arias.

- Rafaella, interpretada por Lucia Collini.

- Danielle, interpretada por Danielle Bliberg.

- Costa, interpretado por Carlos Girini.

- Diego, interpretado por Leonardo Centeno.

- Lucía "Luli", interpretada por Natalia Melcon.

- Buldaseca, interpretado por Ian Guinzburg.

- Jazmín, interpretada por Livia Nakamatsu.

- Numa, interpretada por Julia Nakamatsu.

- José Manuel "Josema", interpretado por John Varo.

- Bianca, interpretada por Verónica Appeddu.

- Tania, interpretada por Giselle Motta.

- Pedro "Peter", interpretado por Matias Apostolo.

## Temporadas
| Temporada | Temporada | Episodios | Estreno                 | Estreno                 |
| Temporada | Temporada | Episodios | Estreno                 | Final                   |
| --------- | --------- | --------- | ----------------------- | ----------------------- |
|           | 1         | 115       | 11 de diciembre de 2013 | 25 de diciembre de 2014 |

## Banda sonora
El CD de la banda sonora salió a la venta en 2014 y fue producido artísticamente por Leonardo Centeno y Alejo Stivel quienes además compusieron la mayoría de las canciones del mismo.

## Lista de canciones
| #  | Nombre                      | Escritor                                                            | Intérpretes | Duración |
| -- | --------------------------- | ------------------------------------------------------------------- | --- | -------- |
| 1  | Un nuevo día                | Rubén Díaz, Darío Calequi                                           | Micaela Riera, Santiago Ramundo, Macarena Paz, Florencia Cappiello, Sofía Pachano, Federico Coates, Matías Mayer, Talo Silveyra, Nicole Luis | 2:57     |
| 2  | Mundo bonito                | Leonardo Centeno                                                    | Micaela Riera, Santiago Ramundo, Macarena Paz, Florencia Cappiello, Sofía Pachano, Federico Coates, Matías Mayer, Talo Silveyra, Nicole Luis | 4:05     |
| 3  | Quiero que me lleve tu amor | Javier Calequi, Guadalupe Álvarez Luchia, Darío Calequi, Rubén Díaz | Micaela Riera, Santiago Ramundo, Macarena Paz, Florencia Cappiello, Sofía Pachano, Federico Coates, Matías Mayer, Talo Silveyra, Nicole Luis | 2:30     |
| 4  | Noches desvelado            | Leonardo Centeno                                                    | Micaela Riera, Santiago Ramundo | 3:33     |
| 5  | Una señal                   | Rubén Díaz, Darío Calequi                                           | Micaela Riera, Santiago Ramundo, Macarena Paz, Florencia Cappiello, Matías Mayer                                                             | 4:13     |
| 6  | Basta!                      | Rubén Díaz, Darío Calequi                                           | Federico Coates, Juan Cruz Porta, Franco Masini, Marcos Rauch                                                                                | 3:56     |
| 7  | Canción de los clones       | Leonardo Centeno                                                    | Matías Mayer, Nicole Luis | 3:22     |
| 8  | Ropa sucia                  | Natasha Jeanette Duenas, Fernando Polaino                           | Micaela Riera, Matías Mayer, Macarena Paz, Nicole Luis, Florencia Cappiello, Talo Silveyra                                                   | 3:38     |
| 9  | Tu mirada                   | Leonardo Centeno                                                    | Talo Silveyra, Nicole Luis | 4:02     |
| 10 | Ya te encontré              | Guadalupe Álvarez Luchia                                            | Micaela Riera, Santiago Ramundo | 2:23     |
| 11 | Eme, la mejor               | Rubén Díaz, Darío Calequi                                           | Macarena Paz, Nicole Luis, Marco Gianoli | 3:42     |
| 12 | Atravesar el tiempo         | Rubén Díaz, Darío Calequi                                           | Micaela Riera, Santiago Ramundo, Macarena Paz, Matías Mayer, Florencia Capiello                                                              | 3:48     |
| 13 | Almohadas                   | Natasha Jeanette Duenas, Fernando Polanio                           | Micaela Riera, Macarena Paz, Nicole Luis | 3:48     |
| 14 | Despegar                    | Leonardo Centero                                                    | Talo Silveyra, Aníbal Silveyra | 3:09     |
| 15 | Yo tuve un sueño            | John Varo                                                           | John Varo | 2:38     |
| 16 | Aquella tarde               | Leonardo Centeno                                                    | Natalia Cociuffo | 2:35     |
| 17 | Disappearing                | Danielle Bilberg                                                    | Danielle Bilberg | 4:01     |
| 18 | Dame tu mano                | Pablo Novak                                                         | Verónica Appeddu | 3:14     |
| 19 | Te invito                   | Leonardo Centeno                                                    | Talo Silveyra, Juan Cruz Porta, Marcos Rauch                                                                                                 | 2:06     |
| 20 | Love is still standing      | Don Goodman                                                         | Danielle Bilberg | 3:26     |
| 21 | Dime                        | Rubén Díaz, Darío Calequi                                           | Federico Coates, Juan Cruz Porta, Franco Masini, Marcos Rauch, Talo Silveyra                                                                 | 3:15     |
| 22 | Nos volvemos a abrazar      | Leonardo Centeno                                                    | Micaela Riera, Maureen Walmsley | 3:11     |
| 23 | Libre                       | Leonardo Centeno                                                    | Federico Coates, Juan Cruz Porta, Franco Masini, Marcos Rauch                                                                                | 2:02     |
| 24 | Mundo bonito (bonus track)  | Leonardo Centeno                                                    | Leonardo Centeno | 4:07     |

## Música incidental
Braulio D'Aguirre_BDAMùsica
para Sony ATV Music Publishing ...